# Antigonon guatimalense
Antigonon guatimalense Meisn. – gatunek rośliny z rodziny rdestowatych (Polygonaceae Juss.). Występuje naturalnie w Gwatemali oraz Kostaryce. Ponadto został naturalizowany na Karaibach.

## Morfologia
PokrójBylina dorastająca do 5–10 m wysokości. Pędy są pnące, owłosione, nieco zdrewniałe.
LiścieIch blaszka liściowa ma kształt od owalnego do owalnie trójkątnego. Mierzy 5–9,5 cm długości oraz 3,2–7,7 cm szerokości, ma sercowatą nasadę i wierzchołek od tępego do ostrego. Ogonek liściowy jest omszony i osiąga 8–10 mm długości.
KwiatyZebrane w grona w kątach pędów lub na ich szczytach w wiechy dorastające do 15–22 cm długości. Listki okwiatu mają kształt od owalnego do okrągłego i różową barwę, mierzą do 15–32 mm długości.
OwoceNiełupki o elipsoidalnym kształcie, osiągają 12 mm długości.